# 1049
سنة 1049 كانت سنة بسيطة تبدأ يوم الأحد (الرابط يظهر نموذج التقويم الكامل للسنة) من التقويم اليولياني.

## مواليد
- جودلينا
- سونجونغ ملك غوريو

## وفيات
- مودود الغزنوي.
- محمد بن بكر الفرسطائي.
- أبو سعيد أبو الخير.